# Ulrich von Winterstetten
Ulrich von Winterstetten, auch von Schmalegg oder von Schmalegg-Winterstetten (* vermutlich um 1225, nachweislich gelebt zwischen 1241 und 1280) war ein deutscher Geistlicher und Dichter. Ulrichs literarische Werke, die er in mittelhochdeutscher Sprache schrieb, bestanden vor allem in Tanzliedern und Minnelyrik.

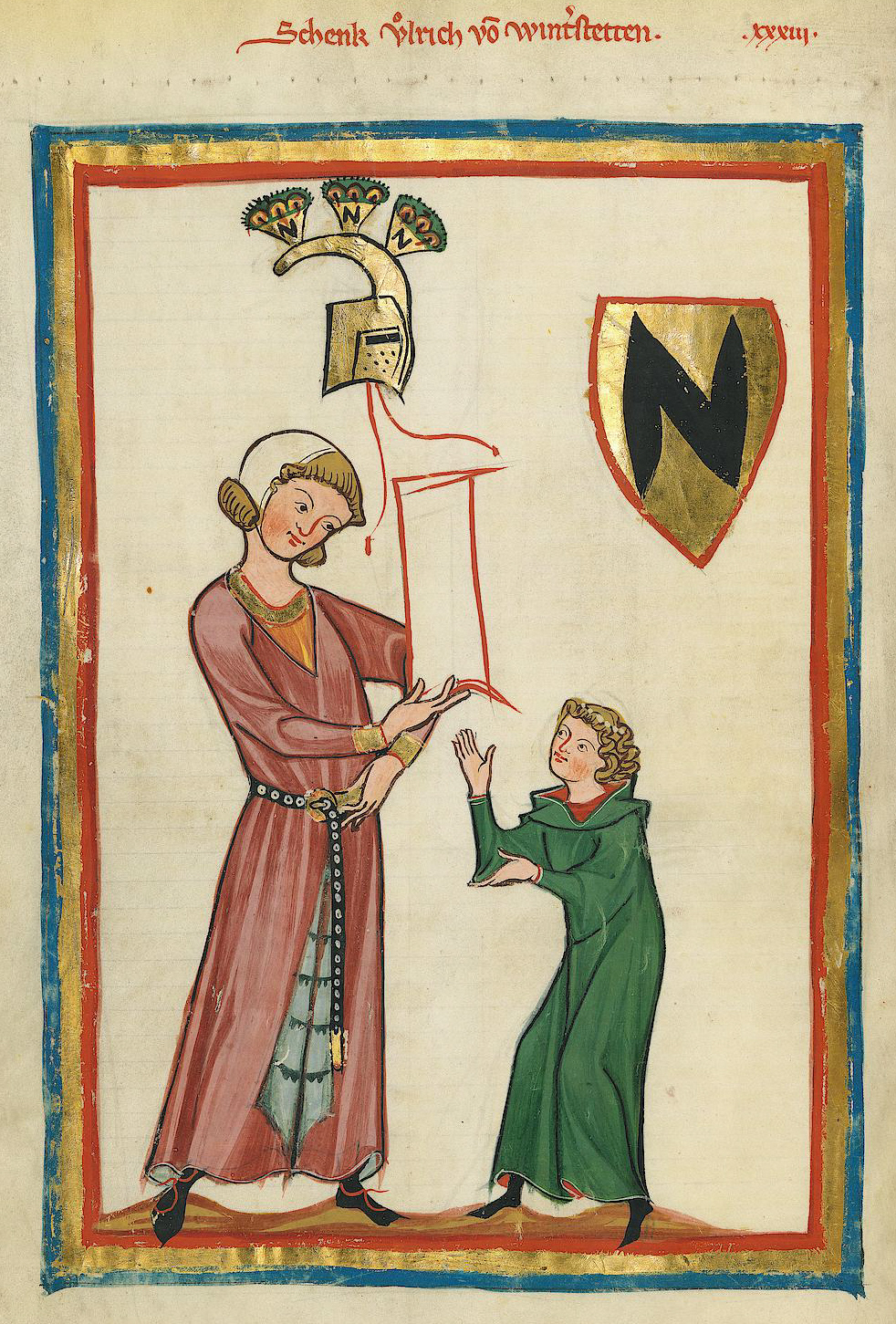
Ulrich von Winterstetten (Codex Manesse, Anfang 14. Jh.)

Der in der Manessischen Liederhandschrift vertretene Minnesänger Ulrich von Winterstetten ist wahrscheinlich mit dem durch Urkunden bezeugten Schenk Ulrich von Schmalegg (Uolrich von Smalnegge) identisch.

## Leben
Konrad von Tanne-Winterstetten mit Stammburg in Winterstettenstadt (Oberschwaben), der Großvater Ulrichs mütterlicherseits, war ein Freund des staufischen Kaisers Friedrich II. und Erzieher des Mitkönigs Heinrichs VII. Er war Schenk im Herzogtum Schwaben und somit ein hoher staufischer Ministeriale.
Konrads Schwiegersohn Konrad von Schmalegg, Ulrichs Vater, war ein welfischer Ministeriale mit Sitz in Schmalegg (heute zu Ravensburg) und erbte 1243 dessen Güter und das Amt des Schenken. Fortan schmückten sowohl Konrad als auch alle seine Söhne ihren Namen mit dem Titel Schenk (auch lateinisch pincerna). Die Söhne teilten sich nach dem baldigen Tod des Vaters den großen Besitz auf, indem Konrad jr. den Besitz Winterstetten erhielt, Heinrich die Stammburg Schmalegg, Rudolf Alttann, Hermann Otterswang und Burkhard Ittendorf. Ulrich und sein Bruder Eberhard schlugen eine geistliche Laufbahn ein. Kruse/Selge versuchen einen Eindruck von Ulrichs möglicher Laufbahn zu geben, indem sie einen Schulbesuch im Kloster Weißenau, eventuell auch in Weingarten, ein Theologiestudium in Konstanz, wo sein Onkel Heinrich Bischof war, und eine Auslandsreise nach Frankreich und Italien, etwa als Begleiter des der Familie nahestehenden Königs Konrad IV., vermuten.
Ulrich wird 1241 erstmals urkundlich genannt, als sein Vater den Besitz Torkenweiler an das Kloster Weißenau verkauft. 1258 wird er als Domherr von Augsburg genannt, 1265 als rector ecclesiae in Biberach (wohl ein Kirchenamt, das eine zusätzliche Pfründe darstellte) und 1269, 1276 und 1280 wieder als Domherr von Augsburg (das Domherrenamt verlangte jedoch keinen dauernden Aufenthalt in Augsburg, so dass nicht unbedingt auf einen Lebensmittelpunkt dort geschlossen werden kann). 1269 bezeugte er das einzige Mal unter dem Namen Ulrich von Winterstetten, Domherr von Augsburg eine Urkunde des ebenfalls als Minnesängers bekannten Walther von Klingen. Ulrich ist in insgesamt 15 Urkunden als Betroffener oder Zeuge genannt, zuletzt in einer von ihm selbst ausgestellten Urkunde vom 20. September 1280, in der er einen Besitz bei Wolpertsheim an das von seinem Großvater gestiftete Kloster Baindt übergibt und dafür mit einem Besitz bei Diepoldshofen entschädigt wird.

## Werk
Ulrichs Werke sind ausschließlich in der Großen Heidelberger Liederhandschrift (Codex Manesse) überliefert, die fünf Leichs (Tanzliedern) mit je über 140 Strophen sowie etwa dreißig höfische Minnelieder und fünf Tagelieder mit je 3 bis 5 Strophen enthält. Damit ist Ulrichs Werk unter den in der Handschrift vertretenen Dichtern nach dem Walthers von der Vogelweide das umfangreichste. Konrad Burdach schließt 1890 aus Art und Umfang der Tanzlieder auf einen besonders erfolgreichen Vortrag, der auch durch eine gefällige Musik begünstigt wurde, und vergleicht Ulrich daher gar mit dem Wiener Walzerkönig Johann Strauss.
Ulrichs Werke sind trotz volkstümlicher Refrains und teilweise burlesker Inhalte in Aufbau und Gedankenwelt der höfischen Lyrik zuzurechnen.

## Ulrich in Kunst und Literatur

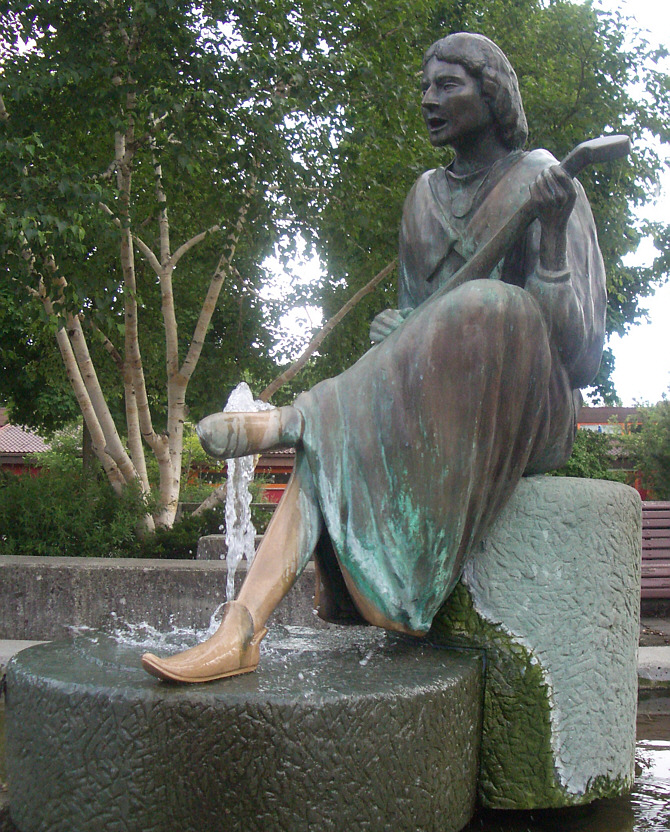
Schenkenbrunnen in Schmalegg

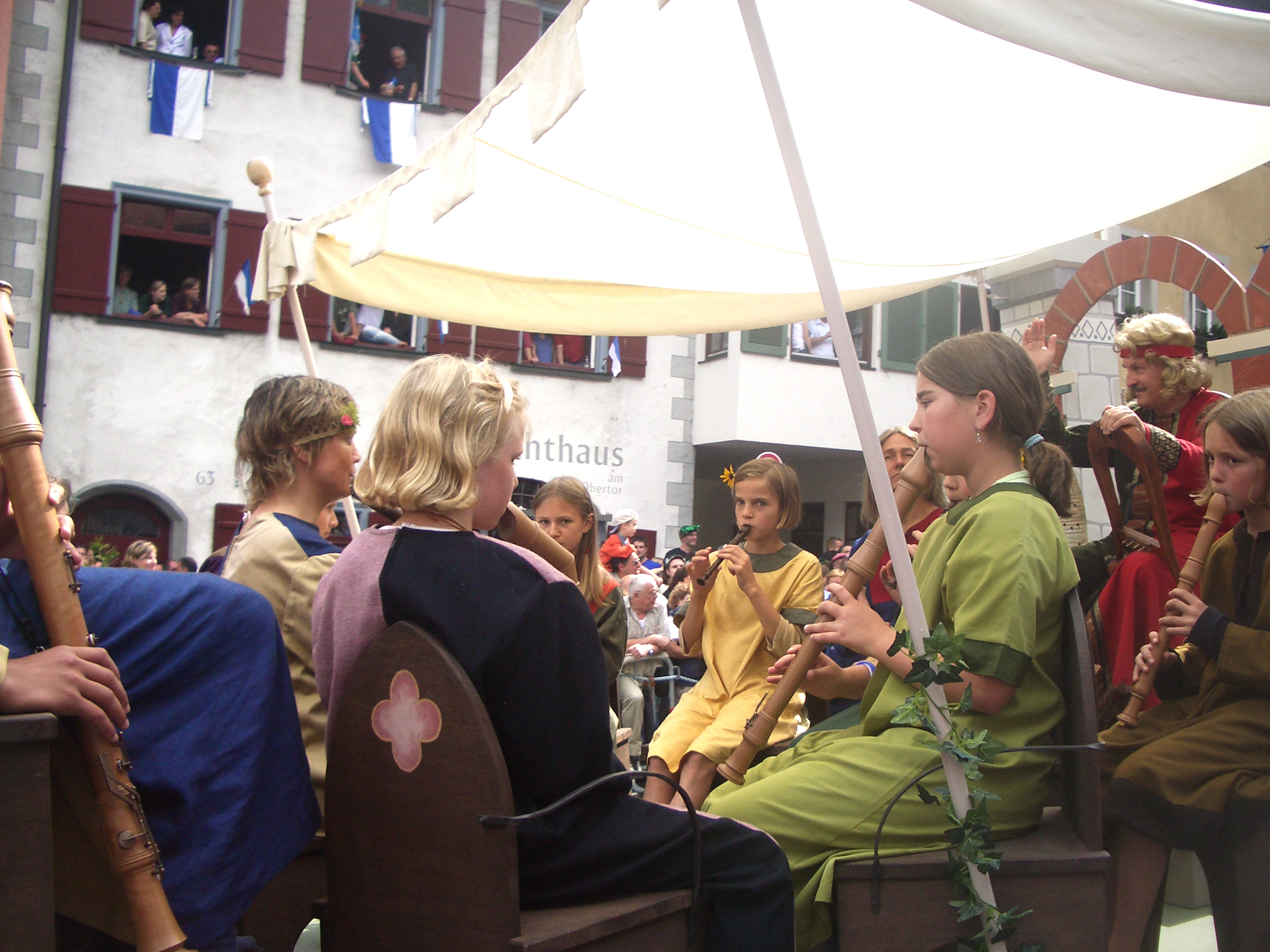
Festzugsgruppe "Ulrich von Winterstetten" am Ravensburger Rutenfest

Der Codex Manesse enthält ein Idealporträt Ulrichs, das ihn zeigt, wie er einem Boten eine Schriftrolle übergibt. Das in der Miniatur dargestellte Wappenschild zeigt den "Doppelhaken", das Wappen der Ministerialenfamilie von Schmalegg, das heute als Wappen der Ortschaft Schmalegg in Gebrauch ist.
In seiner schwäbischen Heimat wird Ulrichs seit der Wiederentdeckung Ende des 19. Jahrhunderts gedacht, zunächst durch die regionale Literaturgeschichte und durch Lokalhistoriker. Die Erzählung Die feindlichen Brüder von Winterstetten der oberschwäbischen Autorin Maria Müller-Gögler von 1948 schildert einen Streit zwischen Ulrich und seinem Bruder Konrad. Ein der Miniatur im Codex Manesse nachempfundenes Wandgemälde befindet sich seit 1978 am Rathaus in Winterstettenstadt; seit 1988 ziert eine Skulptur, die ihn als Minnesänger mit einer Laute zeigt (Entwurf: Klaus Fix), den Dorfbrunnen von Schmalegg. Am Ravensburger Rutenfest erinnert eine Festzugsgruppe an Ulrich.

## Ausgaben
(Auswahl)
- Jakob Minor: Die Leiche und Lieder des Schenken Ulrich von Winterstetten. Konegen, Wien 1882
- Karl Bartsch: Deutsche Liederdichter des 12. bis 14. Jahrhunderts. Hrsg. von Wolfgang Golther. Berlin 1914, S. 207–219
- Carl von Kraus: Minnesang des 13. Jahrhunderts. 2. Auflage. Niemeyer, Tübingen 1962, S. 94–112
- Carl von Kraus: Deutsche Liederdichter des 13. Jahrhunderts. Band 1. 2. Auflage. Niemeyer, Tübingen 1978, ISBN 3-484-10284-5, S. 495–554
- Ernst Holzbach: Minnesang aus Oberschwaben – Ulrich von Winterstetten: Lieder, Mittelhochdeutsch und in neuhochdeutscher Übertragung, bvd, Biberach 2015, ISBN 978-3-943391-75-6

- Digitale Gesamtausgabe: Ulrich von Winterstetten in Lyrik des Deutschen Mittelalters (LDM)